# Cleonymia marocana
Cleonymia marocana är en fjärilsart som beskrevs av Otto Staudinger 1901. Cleonymia marocana ingår i släktet Cleonymia och familjen nattflyn. Inga underarter finns listade i Catalogue of Life.